# Кориноїд

Коринове кільце пронумероване за стандартом системи ІЮПАК 1975 р. Зауважте, що на відміну від порфірину тут немає атома в 20-й позиції. Позиції 21—24 в ранній літературі нумерувалися як 20—23

Кориноїд (рос. корриноид, англ. corrinoid) — похідне коринового ядра, що містить 4 гідрованих (або частково відновлених) пірольних кільця, об'єднаних метиліденовими ланками =СН між їх α-положеннями в макроциклічну кон'юговану систему, яка переривається лише між двома піролідиновими ядрами A і D, з'єднаними між собою безпосередньо прямим вуглець-вуглецевим зв'язком у α-положеннях. Кориновий макроцикл входить до складу вітамінів В12.
Застосовують як лікарські препарати анаболічної дії. 

## Інтернет-ресурси
- MeSH Corrinoids
- «The Nomenclature of Corrinoids» at chem.qmul.ac.uk
- Goldbook[недоступне посилання з квітня 2019]